# Catamenia
Catamenia – fiński zespół blackmetalowy założony w 1995 w mieście Oulu. 

## Historia
Pierwszy album grupy Halls of Frozen North został nagrany w Niemczech w 1997 roku, a ukazał się rok później. Następny album Morning Crimson Catamenia nagrała w Szwecji w 1999, współpracowali wtedy wspólnie z Thomasem Skobsgbergiem (m.in. Katatonia, Dismember). Po nagraniu Morning Crimson w zespole zaszły zmiany personalne. Perkusista Toni Tervo został zastąpiony przez Sir Luttinena, a gitarzysta Sampo Ukkola przez obecnego gitarzystę Ari Nissilä. Trzeci album zespołu Eternal Winter`s Prophecy był nagrywany w kraju muzyków, w Finlandii, w studiach Tico-Tico. Wówczas współpracowali z Ahti Kortelainen (m.in. Kalmah, Eternal Tears of Sorrow). Następny album Ekshata był nagrywany w 2002 w Oulu. Z zespołem współpracował Mika Pahjola, który wcześniej współpracował m.in. z The Black League. 
Po wydaniu i promocji Eskhaty Catamenia przedłużyła swój kontrakt płytowy z Massacre Records na kolejne trzy albumy. Przed wydaniem kolejnego albumu, w zespole ponownie doszło do zmian personalnych, jednak to nie przeszkodziło muzykom w wydaniu kolejnego albumu - był nim ChaosBorn, nagrywaniu w studio Neo, w Oulu, przy współpracy z Immu Ilmarinenem i Kari Vähäkuopus, którzy wcześniej pomagali takim zespołom jak Embraze, Burning Point, Afterworld czy Sentenced. Po dobrym przyjęciu piątego, w karierze zespołu, albumu, Catamenia postanowiła nagrać kolejny, szósty już z kolei album. Winternight Tragedies zostało nagrane w studio Mastervox, przy pomocy Ilmarinena i Kakke Vähäkuopus. Podczas nagrywaniu dochodziło do „zgrzytów” w zespole na tle muzycznym, dystansu czy braku umiejętności muzyków. Skład ponownie się zmienił. Wokalista Mika został zastąpiony Toni przez Olli-Jukka Musonena, a basista Timo przez Mikko Hepo-oja. Po ukazaniu się szóstego albumu, Catamenia udała się w swoją pierwszą europejską trasę koncertową, jesienią 2005 roku. Pomimo sukcesów jakie odniosła grupa, zespół postanowił zmienić basistę Hepo-oja. Powodem był brak „chemii” pomiędzy nim a reszta zespołu. Na jego miejsce przyszedł Toni Kansanoja (Black Swan, Burning Point). Latem 2006 Catamenia ponownie weszła do studia, aby nagrać swój siódmy studyjny album zatytułowany Location: COLD. Tego samego roku ukazało się pierwsze DVD grupy Bringing the Cold to Poland zawierające pięćdziesięciominutowy występ w warszawskiej Stodole. W 2008 roku grupa wydała płytę VIII - The Time Unchained, w 2010 roku wydana została płyta Cavalcade.

## Muzycy
Obecny skład
- Mikko Hepo-Oja – wokal wspierający, gitara basowa (2003–2005, 2010–obecnie)
- Riku Hopeakoski – gitara prowadząca, wokal (poboczny) (1995–obecnie),
- Tony Qvick – perkusja, wokal wspierający (2010–obecnie)
- Sauli Jauhiainen – gitara (2010–obecnie)
- Juha-Matti Perttunen – wokal prowadzący (2010–obecnie)
- Jussi Sauvola – instrumenty klawiszowe (2011–obecnie)

 Byli członkowie
- Timo Lehtinen – gitara basowa (1995–2003)
- Toni Tervo – perkusja (1995–1999)
- Sampo Ukkola – gitara (1995–1999)
- Heidi Riihinen – instrumenty klawiszowe (1995–2000)
- Mika Tönning – wokal (1995–2003)
- Kimmo Luttinen – perkusja (1999–2001)
- Ari Nissilä – gitara (2000–2010), wokal
- Janne Kusmin – perkusja (2001–2002)
- Pietu – perkusja (2002–2003)
- Tero Nevala – instrumenty klawiszowe (2002–2006)
- Veikko Jumisko – perkusja (2003–2007)
- Olli-Jukka Mustonen – wokal (2003–2008)
- Toni Kansanoja – gitara basowa (2005–2010), wokal (2008–2010)
- Vähäkuopus Kari – wokal (2006–2010), gitara (2010)
- Mikko Nevanlahti – perkusja (2007–2010)

## Dyskografia
| Albumy studyjne - Halls Of Frozen North (1998, Massacre Records) - Morning Crimson (1999, Massacre Records) - Eternal Winter’s Prophecy (2000, Massacre Records) - Eskhata (2002, Massacre Records) - Chaos Born (2003, Massacre Records) - Winternight Tragedies (2005, Massacre Records) - Location: COLD (2006, Massacre Records) - VIII - The Time Unchained (2008, Massacre Records) - Cavalcade (2010, Massacre Records) - The Rewritten Chapters (2012, Massacre Records) | Minialbumy - Catamenia (1999, Massacre Records) Dema - Demo '95 (1995, wydanie własne) - Winds (1996, wydanie własne) DVD - Bringing the Cold to Poland (2006, Metal Mind Productions) |